# J'ai embrassé un flic
Singles de Renaud
Toujours debout
(2016) Les Mots
(2016)
Pistes de Renaud
Les Mots
J'ai embrassé un flic, sorti le 7 avril 2016, est le deuxième single de l'album Renaud de Renaud, sorti le jour suivant. Le clip est sorti le 20 mai 2016 ; le chanteur y distribue des Free Hugs à des passants.
La chanson est écrite après les commémorations des 10 et 11 janvier 2015 en hommage aux victimes des attentats de 7, 8 et 9 janvier.

## Classements
| Classement                              | Meilleure position |
| --------------------------------------- | ------------------ |
| Belgique (Wallonie Ultratop 50 Singles) | 29                 |
| France (SNEP)                           | 54                 |